# 競争戦略
競争戦略（きょうそうせんりゃく、英：competitive strategy）は市場における他社との競合に着目した経営戦略の総称である。

## 概要
競争戦略とは、業界において有利な市場地位（ポジション）を確保するための戦略的行動である。

### ポーター
マイケル・ポーターは5つの競争要因を優位に進める汎用的な競争戦略を3つ挙げている。
- コスト・リーダーシップ戦略（英: overall cost leadership）
- 差別化戦略（英: differentiation）
- 集中戦略（英: focus）

他の競争戦略として、コトラーの競争地位戦略などが存在する。